# Reika Kakiiwa
Reika Kakiiwa (n. 19 iulie 1989, Kamiamakusa, Prefectura Kumamoto, Japonia) este o jucătoare de badminton ce a reprezentat Japonia, medaliată olimpică. A participat la o ediție a Jocurilor Olimpice (2012) în care a câștigat o medalie de argint.